# Calle del Cid
La calle del Cid es una vía de la ciudad de Madrid en el distrito de Salamanca, que une la calle de Recoletos con la de calle de Villanueva, en dirección sur-norte. Está dedicada a Rodrigo Díaz de Vivar, heroico y legendario personaje del romancero español, más conocido como el Cid Campeador, por el Cantar de mio Cid.
Esta modesta calle del barrio de Salamanca se urbanizó en 1862, ocupando parte de los terrenos del convento de agustinos recoletos. Pedro de Répide, que la describe como una «calle corta y sombría», informa de que en ella estuvieron las asesorías de los palacios de Manzanedo y de Fuenclara, y que durante un periodo de su existencia, estuvo aquí la Imprenta Nacional.
En el número 4 se encuentra instalado desde 2005 el Centro para el Desarrollo Tecnológico Industrial (CDTI).